# Eschbach
Eschbach je občina v departmaju Bas-Rhin francoske regije Alzacija.
Leta 1990 je v občini živelo 922 oseb oz. 232 oseb/km².